# Władysławowo
Władysławowoⓘ (em cassúbio: Wiôlgô Wies; até 1952, Wielka Wieś, em alemão: Großendorf) é um município no norte da Polônia. Pertence à voivodia da Pomerânia, no condado de Puck. É a sede da comuna urbano-rural de Władysławowo. Fica na costa de Gdańsk, no mar Báltico e na baía de Puck. Um porto marítimo está localizado aqui.
Em 1 de janeiro de 2015, a comuna urbana de Władysławowo foi privado de seus direitos municipais e recebeu a cidade de Władysławowo. Esse foi um procedimento administrativo relacionado à mudança do tipo de comuna de urbana para urbano-rural.
Estende-se por uma área de 33,4 km², com 9 154 habitantes, segundo o censo de 31 de dezembro de 2024, com uma densidade populacional de 274 hab./km².

## Localização
A cidade está localizada na parte norte da voivodia da Pomerânia, no condado de Puck, na comuna de Władysławowo. Em 31 de dezembro de 2023, a área da cidade era de 33,4 km² (79% da área da comuna).
Władysławowo está situada na parte norte da costa da Cassúbia, no lado norte pelo mar Báltico e no lado sudeste pela baía de Puck. Ela está localizada na base da península de Hel. É a cidade mais setentrional da Polônia.
Administrativamente, a cidade faz fronteira com a comuna de Puck, e com Chałupy e Chłapowo.

## História
Uma vila de pescadores chamada (em latim) Vela Ves (Grande Vila) e as vilas auxiliares de Cetniewo e Poczernino foram registradas nos séculos XII e XIV.
Em 1638, o parlamento eleitoral decidiu fortalecer Puck militarmente com a construção de um porto naval. Ladislau IV Vasa ergueu dois fortes à beira-mar: Władysławów e Kazimierzów. Em seguida, a uma curta distância do forte, foi construído um porto, listado em 1635 e 1636 como Władysławowo.
Em 11 de fevereiro de 1920, o general Józef Haller chegou a Wielka Wieś, onde fez um cruzeiro em um navio no mar Báltico. Um de seus oficiais — o tenente-coronel Henryk Bagiński — decidiu comprar 20 hectares de terra aqui, batizando o novo assentamento de Hallerowo. Conforme o censo de 1921. Wielka Wieś tinha 641 habitantes.
Em 15 de junho de 1927, foi inaugurada a parada ferroviária “Hallerowo”, fechada depois de menos de dois anos e, em 15 de maio de 1929, a estação “Wielka Wieś — Hallerowo”, agora Władysławowo, foi colocada em uso.

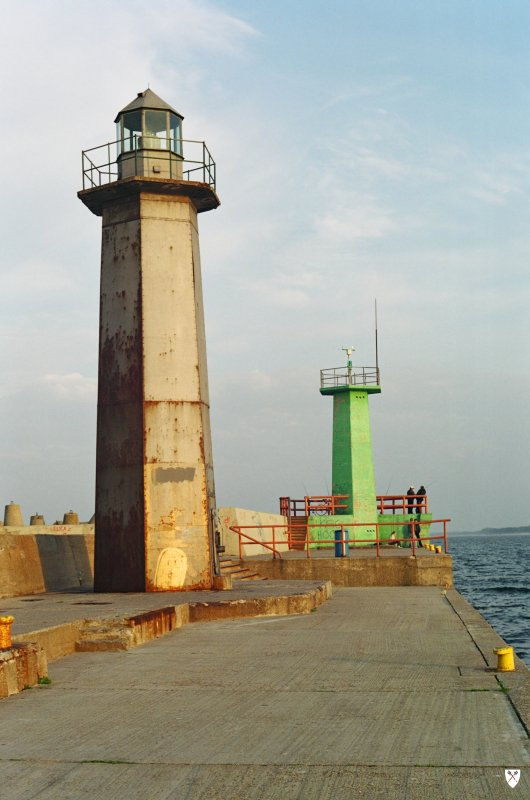
Władysławowo – cabeçotes portuários no quebra-mar

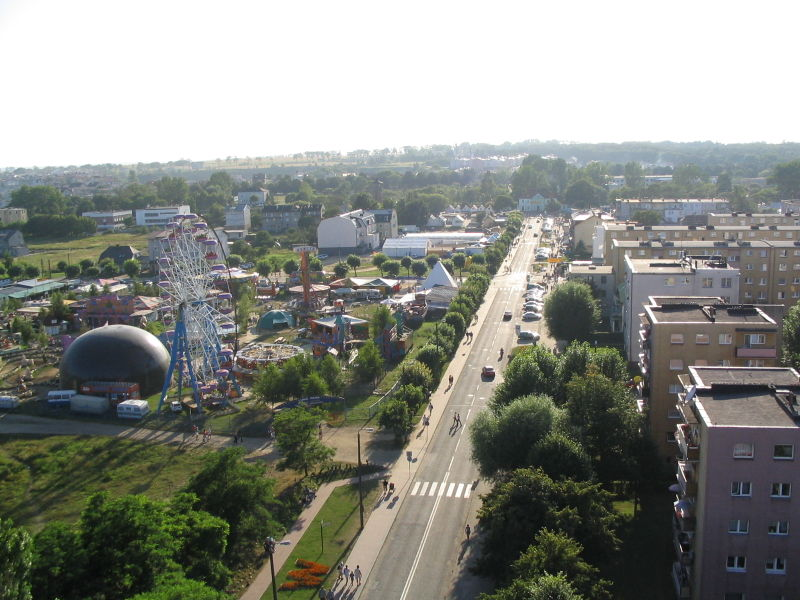
Vista da torre da Casa do Pescador sobre o centro da cidade a oeste (rua Haller). No final da rua está a estação ferroviária

Na primavera de 1936, foi iniciada a construção de um porto de pesca, inaugurado em 3 de maio de 1938; o porto recebeu o nome de Władysławowo em homenagem ao rei Ladislau IV (Władysław IV).
Em 1 de julho de 1952, Wielka Wieś, Hallerowo e o assentamento do porto foram fundidos em uma unidade administrativa — a comuna de Władysławowo. Dois anos depois, a comuna recebeu a classificação de assentamento. Władysławowo (toda a área da comuna) recebeu direitos de cidade em 30 de junho de 1963, e um brasão de armas em 1973. Em 1 de janeiro daquele ano, a área do assentamento Jastrzębia Góra foi incorporada a Władysławowo, bem como partes de Chłapowo e Tupadły, com uma área de 1 045,62 ha, e Swarzewo, com uma área de 66,60 ha.
Entre 1975 e 1998, a cidade era administrativamente parte da voivodia de Gdansk.
Em 2000, o calçadão da cidade foi renomeado como Avenida das Estrelas do Esporte.
O Estatuto da Cidade em vigor até o final de 2014 declarava que a então cidade de Władysławowo incluía a área das aldeias: Chałupy, Chłapowo, Jastrzębia Góra, Rozewie, Tupadły, Ostrowo, Karwia e Władysławowo. Segundo a lista oficial de assentamentos estabelecida pelo ministro responsável pela administração, essas unidades (com exceção de Władysławowo, mencionada apenas como uma cidade) tinham a condição de parte da cidade de Władysławowo. Além disso, havia mais três unidades com a mesma condição oficial, mas não incluídas na carta da cidade (Poczernino, Lisi Jar e Cetniewo).
Em 1 de janeiro de 2015, a comuna de Władysławowo mudou seu tipo de urbana para urbano-rural. Na prática, isso significou excluir as áreas de Chałupy, Chłapowo, Jastrzębia Góra, Karwia, Rozewie, Tupadły e Ostrowo da administração da cidade, dando a elas a classificação de vilarejos. As áreas excluídas se tornaram a área rural da comuna urbano-rural de Władysławowo. Em 1 de janeiro de 2015, a condição de cidade e comuna urbana também foi retirada do município de Władysławowo, e a cidade de Władysławowo recebeu a condição de cidade no mesmo dia. Esse foi um procedimento administrativo de duas etapas relacionado à mudança no tipo de comuna de urbana para urbano-rural.
Após a separação de sete sołectwa e assentamentos, a cidade de Władysławowo compreende cinco distritos: Cetniewo, Hallerowo, Śródmieście, Szotland e Żwirowa. Os vilarejos isolados do norte e do oeste (Chłapowo, Jastrzębia Góra, Karwia, Ostrowo, Rozewie e Tupadły) formam a área rural territorialmente coerente da comuna de Władysławowo, enquanto Chałupy, na península de Hel, é seu exclave, entre a cidade de Władysławowo e Kuźnica (comuna de Jastarnia). É digno de nota que uma seção significativa da península de Hel (a 6 km), que faz parte do distrito de Szotland, permanece nos limites da cidade de Władysławowo.
A primeira estação de rádio em língua cassúbia, a rádio Kaszëbë, teve sua sede em Władysławowo em dezembro de 2004. Posteriormente, a sede da estação de rádio foi transferida para Rumia em 2008 e para Gdynia em 2013.

## Arquitetura

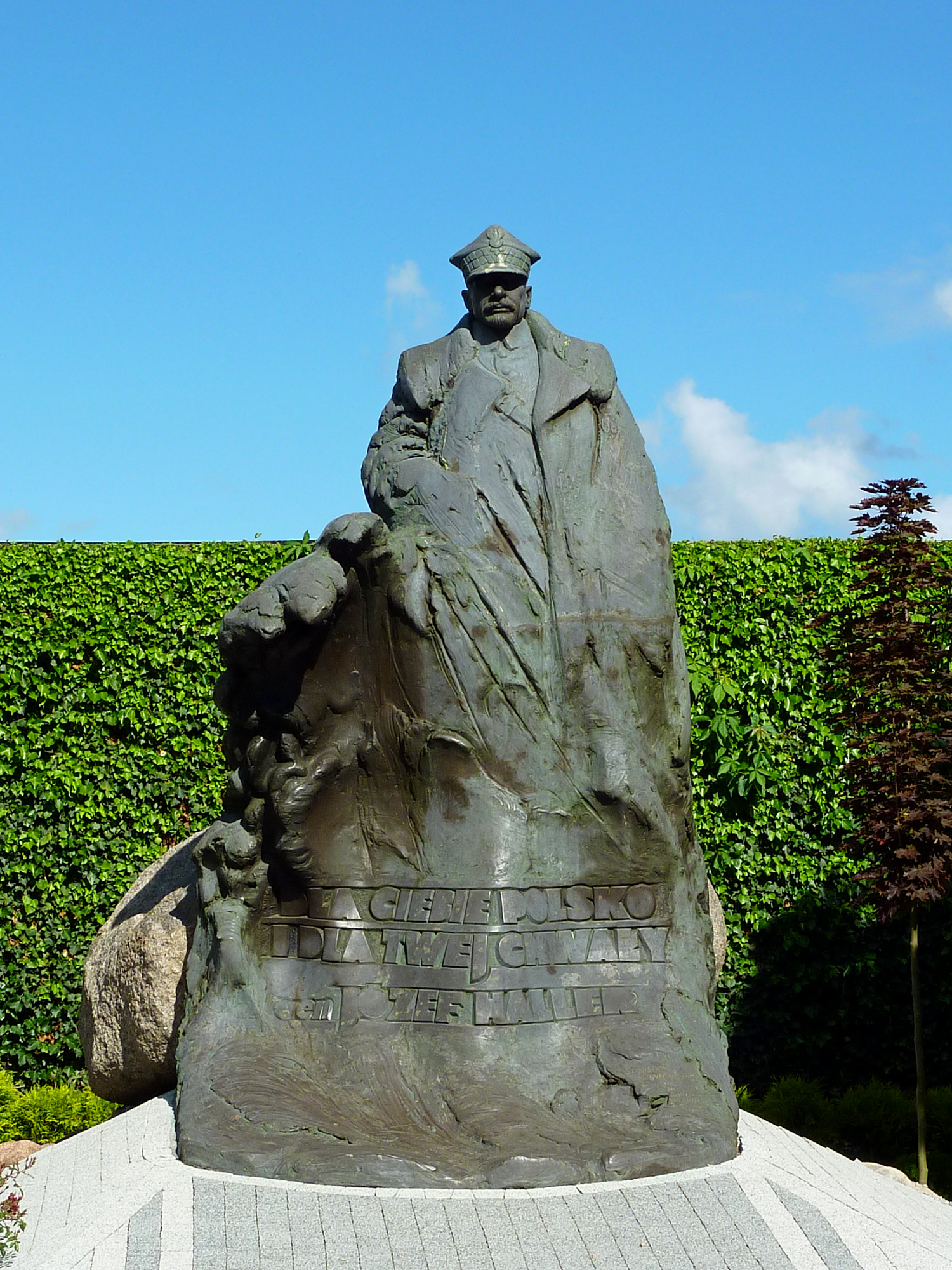
Monumento ao general Józef Haller

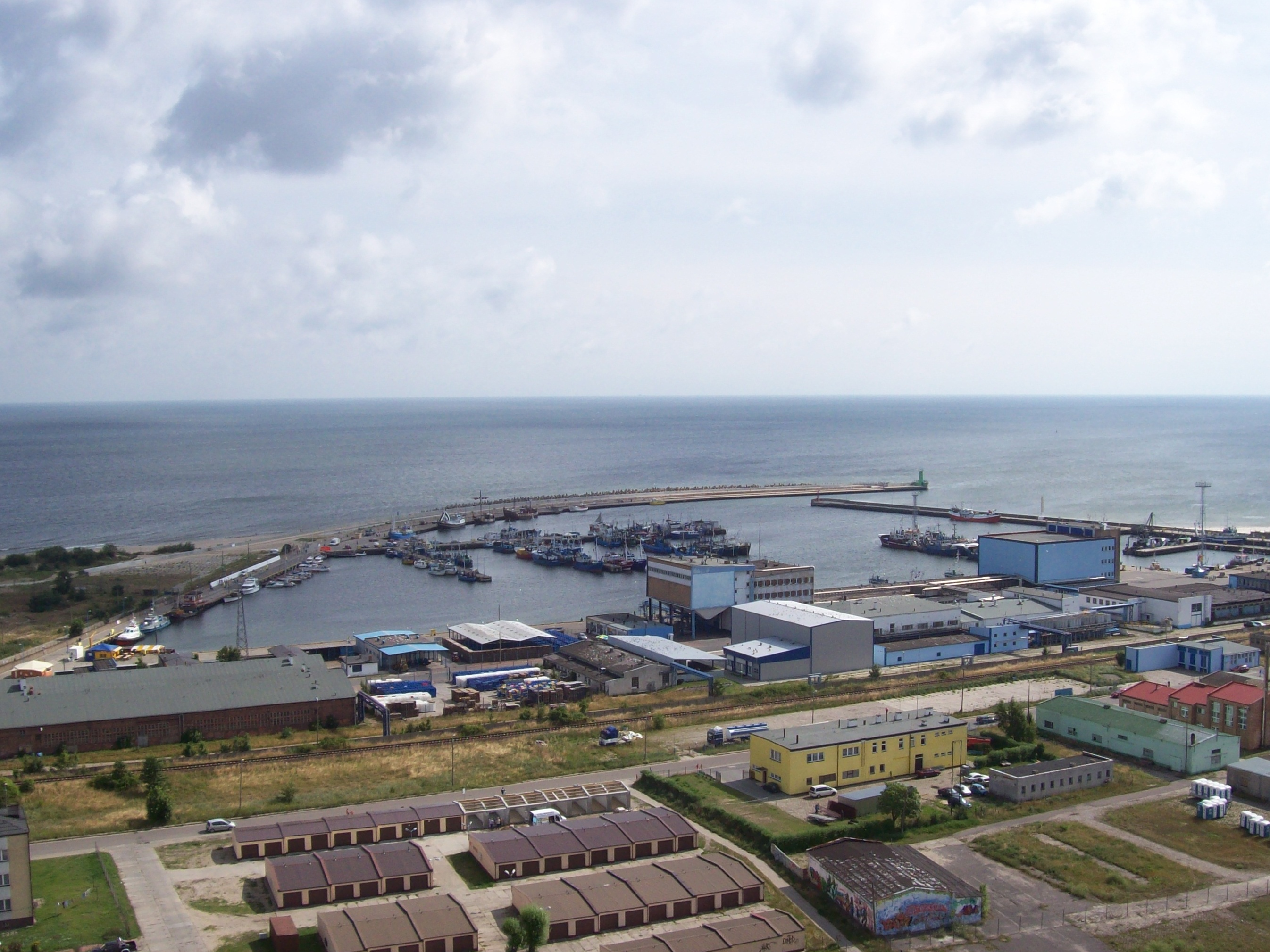
Vista do porto marítimo de Władysławowo a partir da torre de observação da Casa do Pescador

### Traçado urbano
Administrativamente, a cidade é dividida em cinco distritos: Cetniewo, Hallerowo, Śródmieście, Szotland, Żwirowa. Oficialmente, ela ainda é distinguida como parte da cidade de Poczernino, que, no entanto, não constitui um distrito separado e faz parte de Cetniewo. Os residentes também distinguem Osiedle 1000-lecia e Sosnowo.

### Monumentos históricos
Lista de monumentos protegidos por lei em Władysławowo:
- Igreja da Assunção da Bem-Aventurada Virgem Maria, construída entre 1932 e 1936
- Casa na rua Merkleina, n.º 4, construída em 1922
- Casa do general Haller, construída em 1922 (rua Morska, 6)[21]

Lista de edifícios de interesse histórico:
- Casa modernista de 1939, rua Nadmorska, 11
- Casa do Pescador — um edifício construído na década de 1950 como um hotel para pescadores. Atualmente é usado como prédio da prefeitura e a torre é um ponto de observação. O terraço inferior está localizado a uma altitude de 45 m acima do nível do mar, e o superior, a 63 m acima do nível do mar. Da torre é possível ver o panorama da cidade, o mar, o cabo Rozewie, o golfo de Puck e a península de Hel.[22]

Lista de monumentos localizados em Władysławowo:
- Monumento-busto de Antoni Abraham em Hallerowo
- Monumento ao general Józef Haller em Hallerowo
- Monumento aos Mártires de Wielkiej Wsi em Szotland
- Cemitério dos assassinados em setembro de 1939 (Sosnowo, rua Gdańska; cemitério da cólera)

## Economia
O porto de Wladyslawowo abriga uma fábrica de processamento de peixes, uma fábrica de gelo e farinha de peixe e um pátio de reparos. De maio a outubro, iates esportivos e barcos a vela atracam em seu cais.
Em relação à proposta de instalação de uma usina nuclear nas comunas próximas: Choczewo e Żarnowiec, o conselho municipal de Władysławowo aprovou uma resolução em 2012 se opondo à construção da usina na Pomerânia devido, entre outras coisas, às ameaças ao turismo, uma importante fonte de renda para os habitantes.

## Turismo
Władysławowo é uma cidade com uma infraestrutura turística bem desenvolvida. Sua localização junto ao mar aberto e à Baía de Puck, bem como perto do Parque Paisagístico à Beira-mar, é um de seus ativos turísticos. A cidade tem um porto marítimo localizado em mar aberto, parte do qual é o quebra-mar ocidental que também serve como píer turístico.
Cinco praias de banho à beira-mar foram organizadas em Władysławowo.
Na rua general Józef Haller, há o Lunapark Sowiński, um parque de diversão inaugurado em 1997. Há também a possibilidade de fazer um passeio de “trem” na estrada Władysławowo — Jastrzębia Góra. Entre as principais atrações, vale a pena mencionar: a Casa de Cabeça para Baixo (Cetniewo), o Museu de Figuras de Cera, a Pista de Kart profissional da Península, o Museu das Borboletas, o Museu das Ilusões, bem como muitas atrações típicas sazonais. Uma atração para crianças é o Ocean Park, que apresenta modelos em escala 1:1 da maioria dos mamíferos marinhos e o Terra de Jogos Retro Pixel-Mania. Durante a temporada de férias, são organizadas animações para crianças. Entre 2015 e 2018, foram construídos modernos parques infantis públicos e uma pista de skate. Há também o Park Linowy Alfa-Park em Władysławowo. Uma atração interessante é a Exposição multimídia do Trabalho do Pescador.
Um dos calçadões é a Avenida das Estrelas do Esporte, com estrelas no pavimento inscritas com os nomes de famosos atletas poloneses e três estrangeiros. O calçadão se estende da rua Priest Merklein até a descida para o mar. Na praia, bares e aluguel de equipamentos de esportes aquáticos estão disponíveis durante os meses de verão. No porto, é possível aproveitar os cruzeiros turísticos em cúteres, barcos turísticos e lanchas rápidas do tipo RIB (barco inflável rígido).
Em 2020, um mural composto por até 70 pinturas que ilustram as fases mais importantes da história da cidade foi disponibilizado para visualização gratuita no porto de pesca.

## Cultura

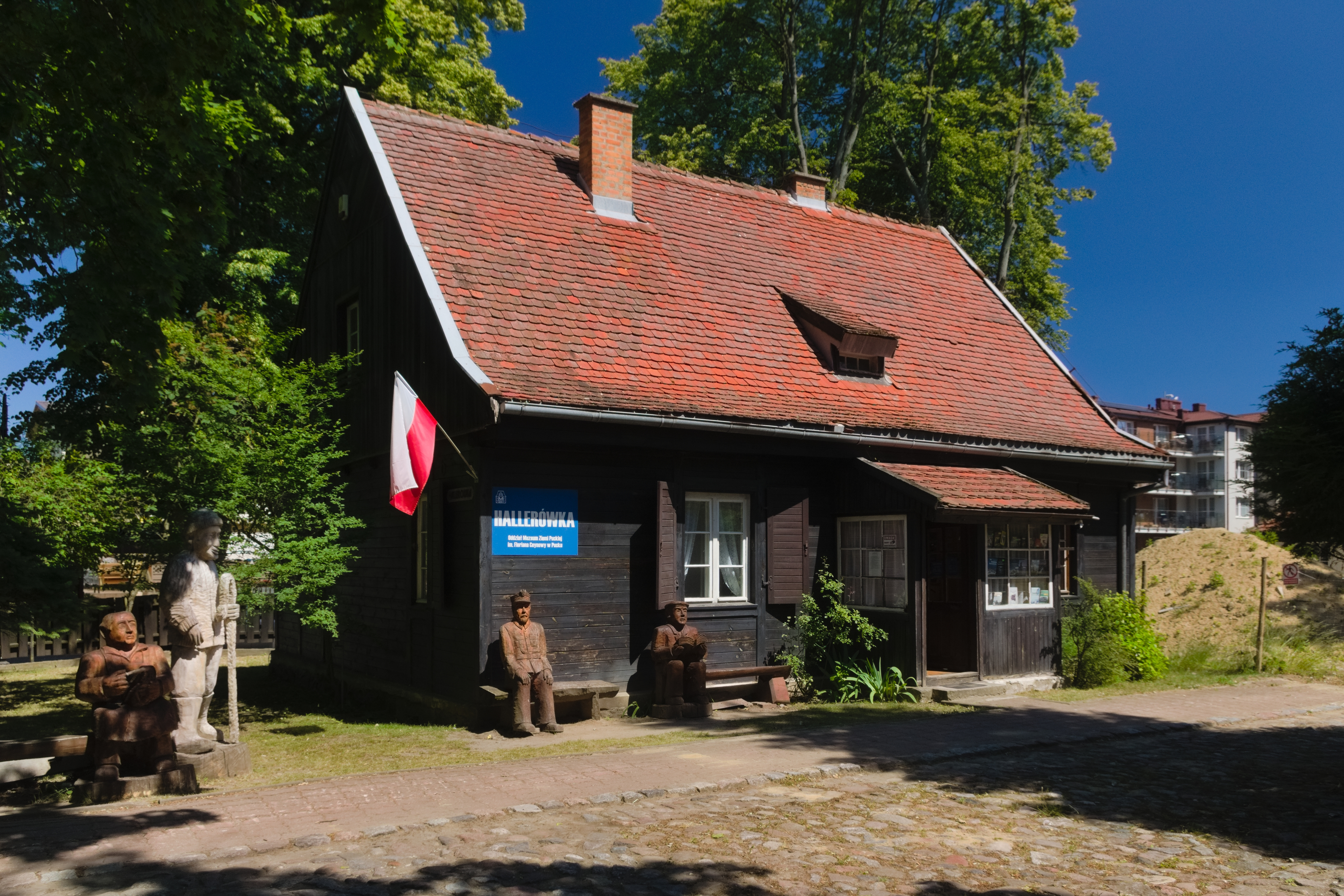
Centro Memorial do General Haller e do Exército Azul

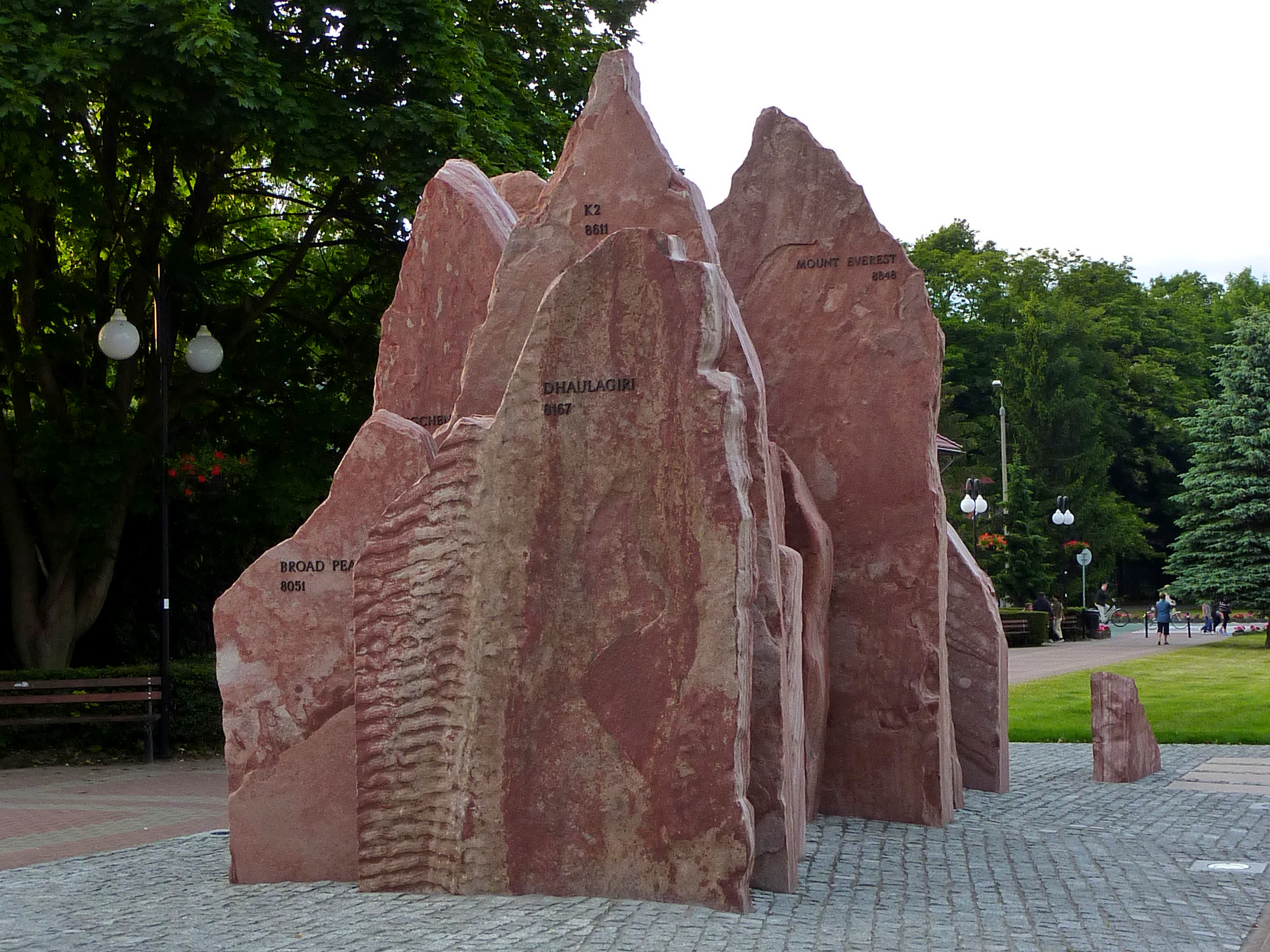
Avenida das Estrelas do Esporte “Coroa do Himalaia”

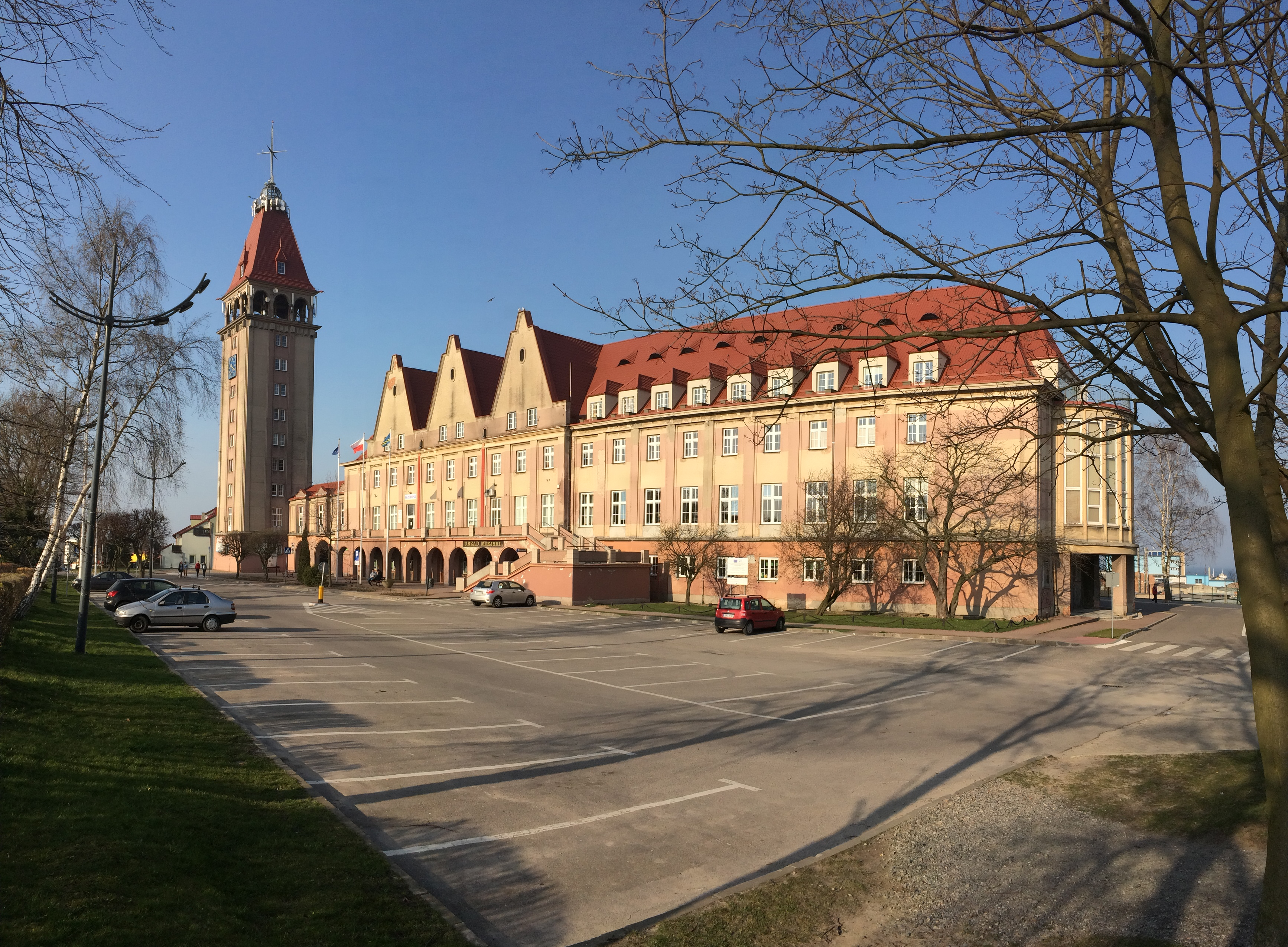
Casa do Pescador — a sede da Prefeitura de Władysławowo

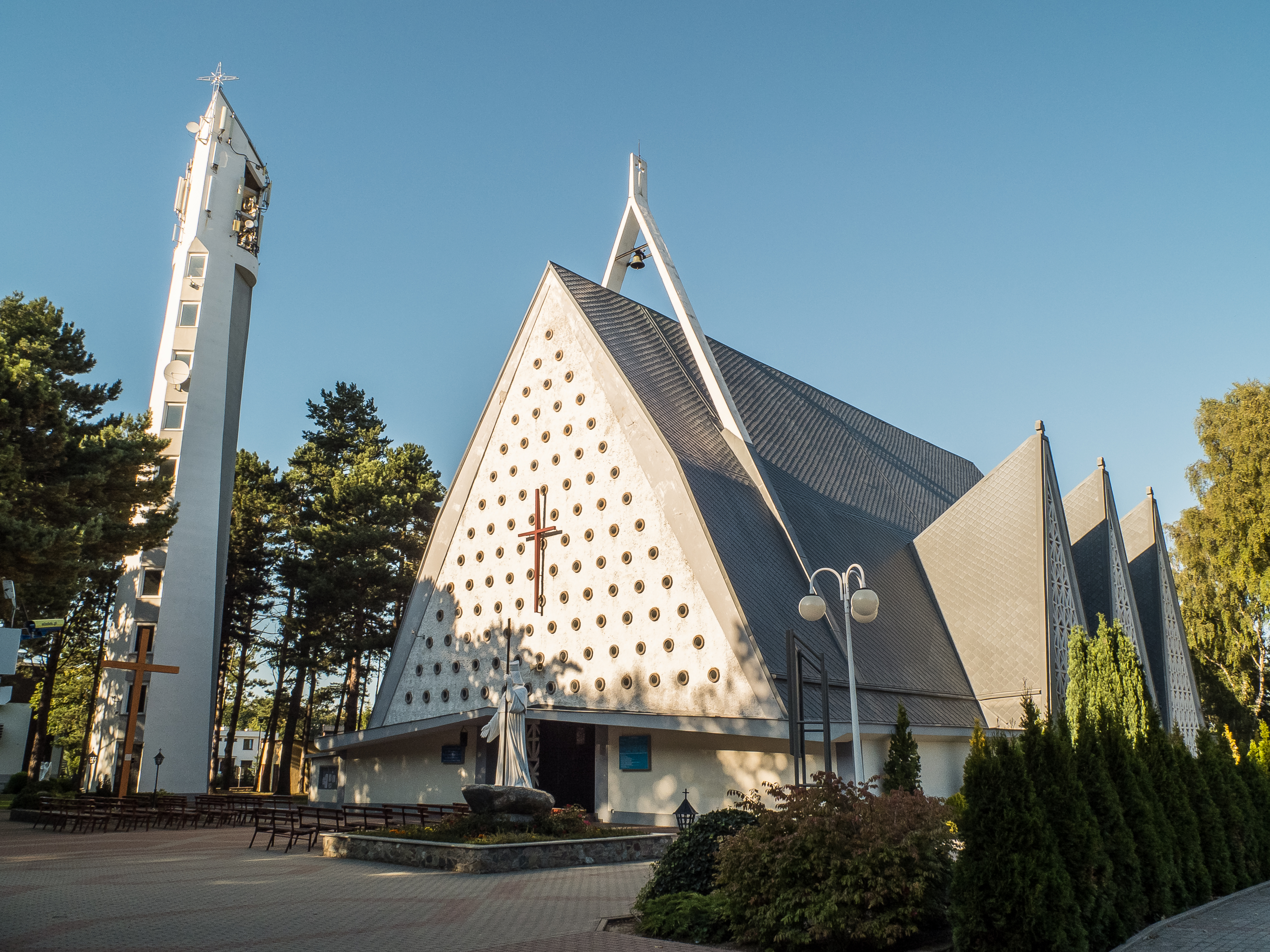
Igreja da Assunção da Bem-Aventurada Virgem Maria

Vários eventos culturais são realizados na cidade todos os anos. Desde 1973, os Concertos de Verão de Órgão e Música de Câmara são realizados às quintas-feiras durante as férias de verão na igreja de Władysławowo. Os artistas incluem instrumentistas, vocalistas e conjuntos de todo o mundo. De Władysławowo veio a banda Nocne Szczury, que em 1980 foi a primeira banda punk a tocar no festival em Jarocin.
Lista de instalações culturais:
- Centro Memorial do General Haller e do Exército Azul (o chamado Hallerowka) — o museu do General Józef Haller está localizado na rua Morska. É a casa de campo onde o general viveu.
- Museu de História Natural do Parque Paisagístico à Beira-mar — na antiga casa do ajudante do general.
- Museu particular de borboletas — criado em 1999 por um colecionador particular, esse museu está localizado no terceiro andar da torre de observação da Casa do Pescador.[30]

## Esporte e lazer
Em Władysławowo, há o Centro de Preparação Olímpica “Cetniewo” do Centro Esportivo Central. O centro tem quadras de tênis com superfície de terra e uma quadra coberta, campos esportivos, uma piscina e uma instalação de aluguel de equipamentos esportivos. Em 30 de maio de 2012, o único “Ocean Park” da Polônia foi inaugurado em Władysławowo, na rua Żwirowa. A maior atração do Ocean Park é uma reprodução de uma baleia-azul de 34 metros de comprimento. Dezenas de outros mamíferos e peixes marinhos e oceânicos também podem ser vistos lá, como o cachalote, o tubarão-baleia, o tubarão-branco, a lula gigante e outros. Todas as exposições são em tamanho real.
Há dois clubes de futebol em Władysławowo:

### MKS Władysławowo
Um clube de futebol em Władysławowo, fundado em 1995. Nas temporadas 2014/2015 e 2015/2016, o clube jogou na liga Pomeranian IV. Na temporada 2016/17, jogou na competição de classe distrital, enquanto na temporada 2019/2020 foi promovido novamente para a liga Pomeranian IV, na qual joga atualmente (ou seja, na temporada 2023/2024).

### Clube Esportivo Municipal Solar Władysławowo
Um clube de futebol em Władysławowo que jogou na Classe B da Pomerânia na temporada 2018/2019 e na Classe A da temporada 2019/2020 até a temporada 2022/2023. Após a temporada 2022/2023, o clube se retirou da competição da liga.

## Preservação da natureza
- Reserva Natural de Słone Łąki (Prados Salgados) — localizada no distrito de Szotland, na Baía de Puck, na base da península de Hel, uma área de prados úmidos, formada principalmente pelas chamadas halófitas, ou seja, plantas que toleram uma salinidade significativa do substrato.
- Parque paisagístico à beira-mar
- Área Natura 2000 − Bielawskie Błota

## Administração
Desde 1 de janeiro de 2015, Władysławowo está localizado em uma comuna urbano-rural (anteriormente era uma comuna urbana com outras áreas da comuna atual). A autoridade executiva é o prefeito. Após as eleições de 2014, o prefeito de Władysławowo é Roman Kużel.
Os residentes de Władysławowo elegem deputados para o Sejm do distrito eleitoral n.º 26 e deputados para o Parlamento Europeu do distrito eleitoral n.º 1. Os residentes de Władysławowo (ainda como uma comuna urbana), com os residentes de Jastarnia e Hel, elegeram conjuntamente 6 conselheiros para o Conselho do Condado de Puck (composto por 19 conselheiros).

## Demografia
Conforme os dados do Escritório Central de Estatística da Polônia (GUS) de 31 de dezembro de 2024, Władysławowo é uma cidade pequena com uma população de 9 154 habitantes (24.º lugar na voivodia da Pomerânia e 416.º na Polônia), tem uma área de 33,4 km² (8.º, último lugar na voivodia da Pomerânia e 159.º lugar na Polônia) e uma densidade populacional de 274 hab./km² (37.º lugar na voivodia da Pomerânia e 765.º lugar na Polônia). Entre 2002–2024, o número de habitantes diminuiu 37,7%.
Os habitantes de Władysławowo constituem cerca de 9,93% da população do condado de Puck, constituindo 0,39% da população da voivodia da Pomerânia.
| Descrição                         | Total      | Total    | Mulheres   | Mulheres | Homens     | Homens   |
| --------------------------------- | ---------- | -------- | ---------- | -------- | ---------- | -------- |
| unidade                           | habitantes | %        | habitantes | %        | habitantes | %        |
| população                         | 9 154      | 100      | 4 707      | 51,4     | 4 447      | 48,6     |
| área                              | 33,4 km²   | 33,4 km² | 33,4 km²   | 33,4 km² | 33,4 km²   | 33,4 km² |
| densidade populacional (hab./km²) | 274        | 274      | 140,8      | 140,8    | 133,2      | 133,2    |

## Transporte
Na cidade, há a estação ferroviária de Władysławowo e o porto de Władysławowo, uma estação de ônibus e uma parada de táxi.
Uma pista de pouso particular foi inaugurada em 2014.
Desde 1 de novembro de 2022, Władysławowo tem seu transporte público operado pela PKS Gdynia em duas linhas. O transporte público é operado de segunda a sábado.

## Comunidades religiosas
- Igreja Católica de Rito Latino:
  - Paróquia da Assunção da Bem-Aventurada Virgem Maria[39]
- Testemunhas de Jeová:
  - Igreja de Puck-Władysławowo (Salão do Reino: rua J. Porazinska, 1c)